# HOXA11
HOXA11 (англ. Homeobox A11) – білок, який кодується однойменним геном, розташованим у людей на короткому плечі 7-ї хромосоми. Довжина поліпептидного ланцюга білка становить 313 амінокислот, а молекулярна маса — 34 486.
| 10         |  | 20         |  | 30         |  | 40         |  | 50         |
| ---------- |  | ---------- |  | ---------- |  | ---------- |  | ---------- |
| MDFDERGPCS |  | SNMYLPSCTY |  | YVSGPDFSSL |  | PSFLPQTPSS |  | RPMTYSYSSN |
| LPQVQPVREV |  | TFREYAIEPA |  | TKWHPRGNLA |  | HCYSAEELVH |  | RDCLQAPSAA |
| GVPGDVLAKS |  | SANVYHHPTP |  | AVSSNFYSTV |  | GRNGVLPQAF |  | DQFFETAYGT |
| PENLASSDYP |  | GDKSAEKGPP |  | AATATSAAAA |  | AAATGAPATS |  | SSDSGGGGGC |
| RETAAAAEEK |  | ERRRRPESSS |  | SPESSSGHTE |  | DKAGGSSGQR |  | TRKKRCPYTK |
| YQIRELEREF |  | FFSVYINKEK |  | RLQLSRMLNL |  | TDRQVKIWFQ |  | NRRMKEKKIN |
| RDRLQYYSAN |  | PLL        |  |            |  |            |  |            |

A: Аланін

C: Цистеїн

D: Аспарагінова кислота

E: Глутамінова кислота

F: Фенілаланін

G: Гліцин

H: Гістидин

I: Ізолейцин

K: Лізин

L: Лейцин

M: Метіонін

N: Аспарагін

P: Пролін

Q: Глутамін

R: Аргінін

S: Серин

T: Треонін

V: Валін

W: Триптофан

Кодований геном білок за функцією належить до білків розвитку. 
Задіяний у таких біологічних процесах, як транскрипція, регуляція транскрипції. 
Білок має сайт для зв'язування з ДНК. 
Локалізований у ядрі.